# Абдала Саид
Абдала Махмуд ел Саид Бекит (арап. محمود عبد الرازق "شيكابالا‎, романизовано Abdallah Mahmoud Said Bekhit; Исмаилија, 13. јул 1985) професионални је египатски фудбалер који игра у средини терена на позицији офанзивног везног играча.

## Клупска каријера
Саид је играчку каријеру започео у екипи Исмаилија из родне Исмаилије у сезони 2005/06, и за први тим је играо наредних шест сезона одигравши укупно 136 утакмица (постигао 34 гола).
У лето 2011. прелази у редове најуспешнијег египатског и афричког клуба, Ал Ахлија из Каира, са којим потписује вишегодишњи професионални уговор. У тиму из каира Саид је провео наредних седам сезона и за то време четири титуле националног првака, титулу победника националног купа и два трофеја афричке лиге шампиона. У лето 2018. одлази у Саудијску Арабију где потписује уговор са екипом Ал Ахлија из Џеде. 

## Репрезентативна каријера
Године 2005. играо је за младу репрезентацију Египта на светском првенству.
Прву утакмицу у дресу сениорске репрезентације Египта одиграо је 14. јуна 2008. против селекције Малавија у квалификацијама за Светско првенство 2010. године. Први гол за репрезентацију постиже у квалификационој утакмици за СП 2018. против Чада играној 17. новембра 2015. године.
Највећи успех у репрезентативном дресу остварио је на Купу афричких нација 2017. у Габону где је селекција Египта освојила друго место. 
Налазио се и на списку од 23 играча Египта за Светско првенство 2018. у Русији. Дебитантски наступ на светским првенствима остварио је у утакмици првог кола групе А против Уругваја играној 14. јуна. Пет дана касније одиграо је комплетну утакмицу против Русије. 